# Danny Batth
Daniel « Danny » Batth est un footballeur anglais né le 21 septembre 1990 à Brierley Hill (Angleterre). Il occupe le poste de stoppeur. Il est d'origines Pendjabi Sikh.

## Biographie
Le 31 août 2018, il est prêté à Middlesbrough, qui évolue alors en Championship.
Le 29 janvier 2019, il rejoint Stoke City.
Le 19 janvier 2022, après deux ans passés à Stoke City, il rejoint Sunderland pour une somme avoisinant 3 450 000€.

## Palmarès

### En club
- Wolverhampton Wanderers
  - Champion d'Angleterre de D2 en 2018.
  - Champion de League One (D3) en 2014
- Sheffield Wednesday
  - 2010-2011 Football League One finaliste

Wolverhampton Wanderers

### Individuel
- 2009-2010 Wolverhampton Wanderers jeune professional de l'année
- Membre de l'équipe-type de Football League One en 2014